# Registre parcellaire graphique
Pour les articles homonymes, voir RPG.
Le registre parcellaire graphique (RPG) est un logiciel (gratuit) et un système d’information géographique (SIG) permettant l’identification des parcelles agricoles. Il se compose d'environ 7 000 000 d'objets graphiques, îlots, couvrant le territoire français de métropole et d'outre mer. Il est utile aux instances qui œuvrent au développement agricole et à la gestion des territoires (communauté de communes, syndicat de bassin versant,...) quand elles ont besoin d'informations sur la caractérisation et l'évolution de l'espace agricole.

## Histoire
En 2006, le Registre Parcellaire Graphique compile les données issues des déclarations de surfaces agricoles faites par les agriculteurs pour toucher les aides de la Politique Agricole Commune.
Le RPG est mis à jour annuellement (et en France par département).
La France l'a mis en place à partir de 2002, conformément au règlement de l'Union européenne no 1593/2000.

## En France
Il est administré par l’Agence de services et de paiement (ASP) qui est le premier fournisseur de ces données aux gestionnaires de territoires. Il est la seule base de données géographique de cette envergure à subir une mise à jour annuelle.
Une version gratuite est en ligne sous Géoportail et des données sont téléchargeables sur data.gouv.fr qui précisent la culture principale ainsi que les cultures intermédiaires (dérobées).
Les données sont constituées des îlots culturaux (ensemble des parcelles contiguës d'une exploitation agricole) et d’une partie des données déclaratives associées. En vue de leur mise à disposition, elles sont organisées selon quatre niveaux d’information :
- Niveau 1 :
  - données graphiques ;
  - identifiant numérique et non significatif par îlot.
- Niveau 2 :
  - commune de localisation de l’îlot issue du formulaire S2 ;
  - cultures de l’îlot regroupées selon une nomenclature de 28 groupes ;
  - surfaces des regroupements obtenus.
- Niveau 3 :
  - surface de référence de l'îlot ;
  - caractère irrigué ou non de l'îlot (jusqu'en 2009) ;
  - forme juridique de l'exploitation ;
  - surface déclarée de l'exploitation ;
  - département de rattachement administratif du dossier ;
  - classe d'âge pour les exploitants individuels.
- Niveau 4 :
  - identifiant numérique non significatif de l'exploitation.

Le RPG utilise des métadonnées selon la norme ISO 19115.
En France, le RPG dégradé est accessible depuis le Géoportail. Seule l'Agence de Service et paiement est autorisée à diffuser le RPG complet auprès des demandeurs.
Un logiciel RPG explorer a été créé pour aider des non-spécialistes des SIG à utiliser le RPG (ce qui implique d'avoir d'abord acquis des données RPG auprès de l'ASP, appelées données de niveau IV). Ce logiciel gratuit a été créé par l'UMR INRA AgroParisTech SAD APT en partenariat avec l'UniLaSalle Beauvais, et INRA AGIR/ODR, et financé par l'ADEME (projet ABC'Terre) et l'ONEMA (projets EMADEC, PACS AAC)et par le RMT Sols et Territoires.